# Старовичи
Старовичи (укр. Старовичі) — село, входит в Иванковский район Киевской области Украины.
Население по переписи 2001 года составляло 172 человека. Почтовый индекс — 07201. Телефонный код — 4591. Занимает площадь 1,6 км². Код КОАТУУ — 3222082903.

## Местный совет
07242, Київська обл., Іванківський р-н, с. Олива